# Vavoua (departement)
Vavoua är ett departement i Elfenbenskusten. Det ligger i regionen Haut-Sassandra, i den centrala delen av landet, 180 km väster om huvudstaden Yamoussoukro.